# Hamid Khan
Abdul Hamid Khan (* 13. Dezember 1965) ist ein singapurischer Badmintonspieler. 

## Karriere
Abdul Hamid Khan nahm 1992 im Herrendoppel und -einzel an Olympia teil. Im Doppel mit Koh Leng Kang schied er dabei schon in Runde eins aus, während er sich im  Einzel bis in die zweite Runde vorkämpfen konnte. In beiden Disziplinen wurde er somit 17. Auch bei der Badminton-Weltmeisterschaft 1987 war er bereits 17. geworden. Dort unterlag er dem späteren Bronzemedaillengewinner Zhao Jianhua in zwei Sätzen.

## Sportliche Erfolge
| Saison | Veranstaltung     | Disziplin    | Platz | Name                       |
| ------ | ----------------- | ------------ | ----- | -------------------------- |
| 1987   | Weltmeisterschaft | Herreneinzel | 17    | Hamid Khan                 |
| 1989   | Weltmeisterschaft | Herreneinzel | 33    | Hamid Khan                 |
| 1992   | Olympia           | Herrendoppel | 17    | Hamid Khan / Koh Leng Kang |
| 1992   | Olympia           | Herreneinzel | 17    | Hamid Khan                 |